# Choniostoma rotundatum
Choniostoma rotundatum is een eenoogkreeftjessoort uit de familie van de Nicothoidae. De wetenschappelijke naam van de soort is voor het eerst geldig gepubliceerd in 1958 door Stock.